# (468) Lina
(468) Lina es un asteroide perteneciente al cinturón de asteroides descubierto el 18 de enero de 1901 por Maximilian Franz Wolf desde el observatorio de Heidelberg-Königstuhl, Alemania.
Está nombrado en honor de Lina, el ama de llaves de la familia del descubridor.
Forma parte de la familia asteroidal de Temis.